# ترامونتینا
ترامونتینا (انگلیسی: Tramontina) شرکت کالای برزیلی است، که در سال ۱۹۱۱ توسط والنتین ترامونتینا تأسیس شد.